# Джехолорніс
Джехолорніс  (Jeholornis) — викопний птах родини Jeholornithidae, що мешкав у ранній крейді близько 120–125 млн років тому. Викопні рештки Jeholornis були знайдені у пластах геологічної формації Jiufotang в китайській провінції Хебей..
Після археоптерикса і, можливо, Rahonavis, Jeholornis є найпримітивнішим птахом з відомих людям. Він мав дуже довгий хвіст і кілька невеликих зубів, і розміром з індичку, що робить його одним з найбільших птахів у крейді.

## Опис

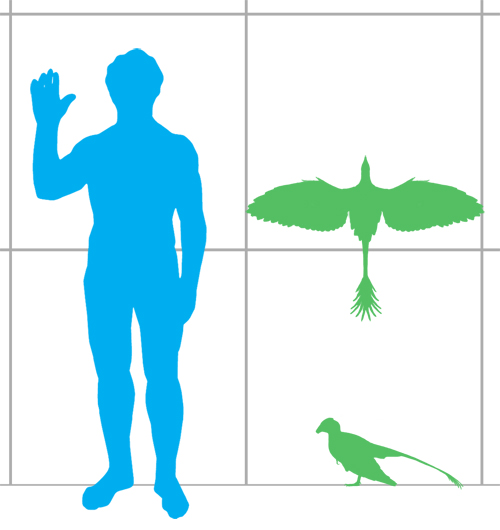
Порівняння розмірів людини і Jeholornis

Jeholornis був відносно великим, примітивним птахом, із загальною довжиною тіла близько 80 сантиметрів. Джехолорніс не мав пігостиля (а мав довгий хвіст, що складався з 22 незрощених хребців). Його скелет був взагалі схожий археоптерикса, з декількома ключовими відмінностями. Його щелепа була коротшою, ймовірно, адаптованою для живлення насінням. На відміну від археоптерикса, у Jeholornis не було зубів у верхній щелепі, у нього було тільки три дрібних зуба на нижній щелепі.
Його верхні кінцівки були сильними і більшими за ноги, з відносно добре розвиненим плечовим поясом, що свідчить про сильні м'язи крил.